# Färgstyrka
Färgstyrka är ett pigments förmåga att överföra sin färg vid blandning med vitt eller andra pigment. Om ett pigment har goda avfärgningsegenskaper behöver man bara en liten mängd för att ge färg åt en blandning.
Färgstyrka kan också användas för den uppfattade intensiteten hos en färg (kulör). I det standardiserade färgbeteckningssystemet NCS kallas denna egenskap kulörthet.